# Springfield, Missouri
För andra betydelser, se Springfield.
Springfield är den tredje största staden i delstaten Missouri, USA, och fungerar som säte för Greene County då en ligger i både Greene County och Christian County. Enligt folkräkningen 2020 hade staden en befolkning på 169 176 invånare. Springfield är belägen i Ozarks-regionen och är känd för sin blandning av stadsliv och naturupplevelser.

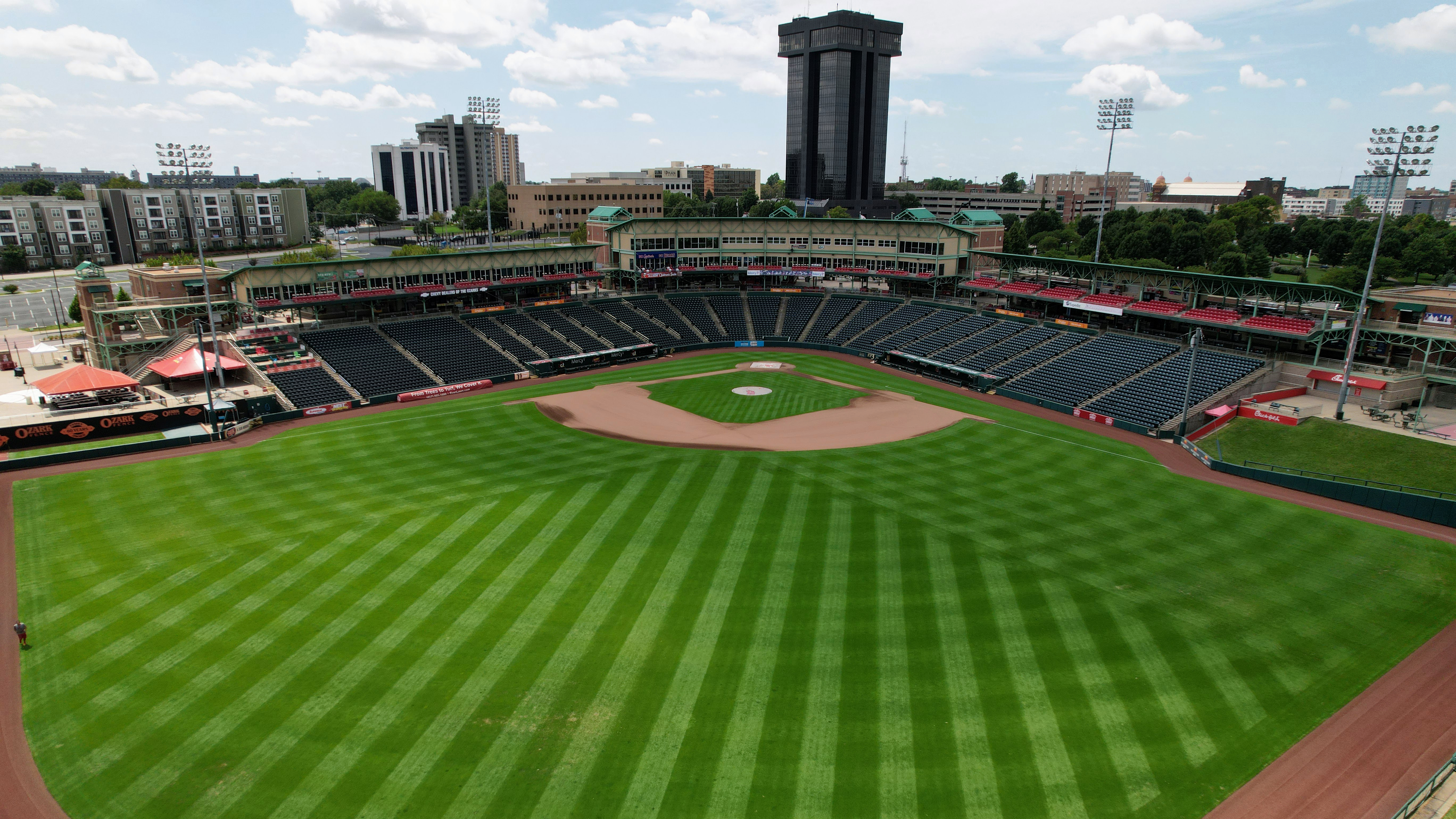

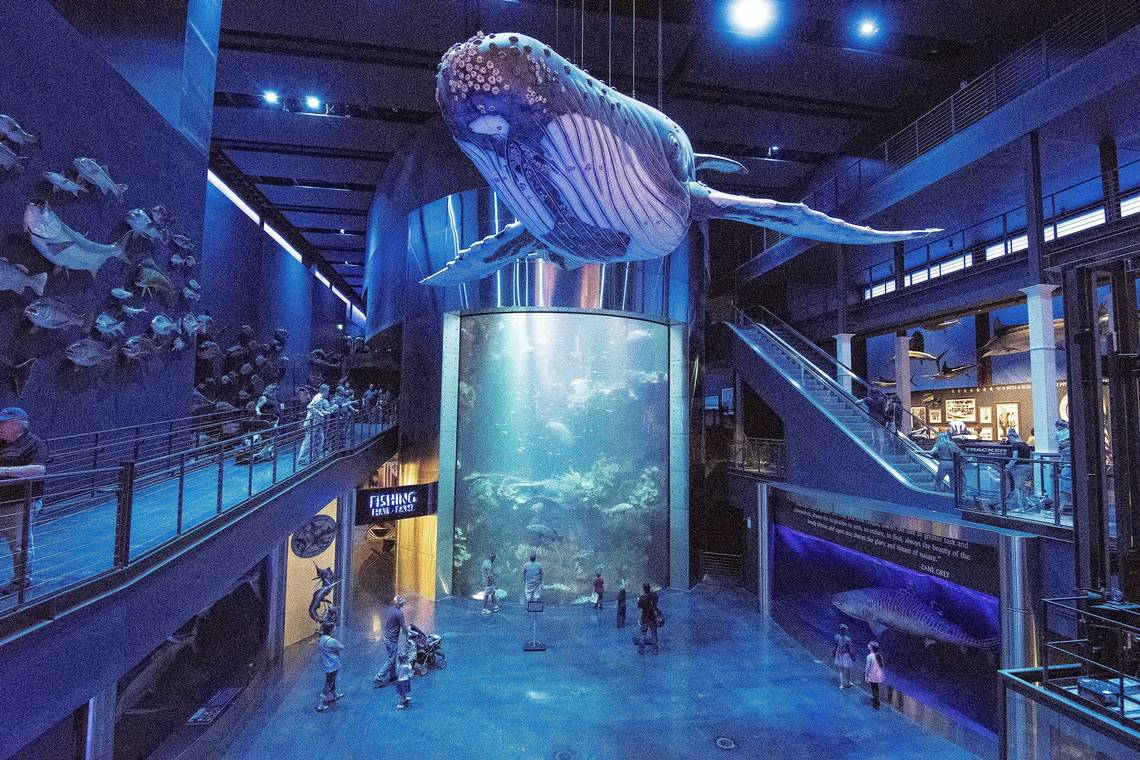

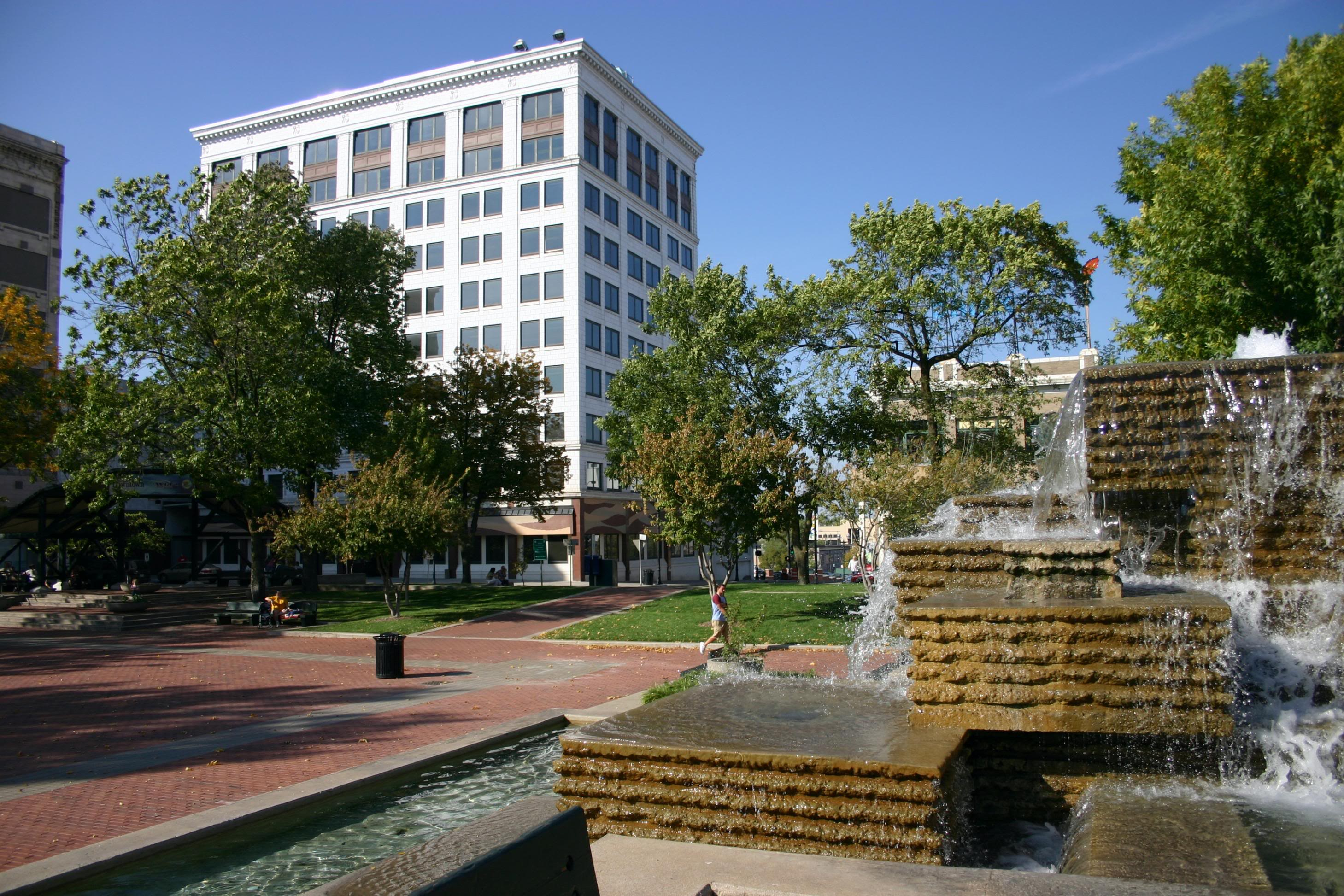
Park Central Square

Springfield har en rik historia som sträcker sig tillbaka till 1800-talet då John Polk Campbell 1829 kom dit efter att ursprungsbefolkningen bestående av Lenape, Kickapoo, och Osage fördrivits året innan. På sydöstra sidan av staden fanns 1812 ca 500 Kickapoo i en by med ca 100 wigwams. Därefter kom även Thomas Finney, Samuel Weaver, och Joseph Miller. Staden har spelat en viktig roll i utvecklingen av Missouri och har varit en central punkt för handel och transport. Springfield är också känt som "The Birthplace of Route 66" och har bevarat en del av sin historiska arkitektur och atmosfär längs den berömda vägen.

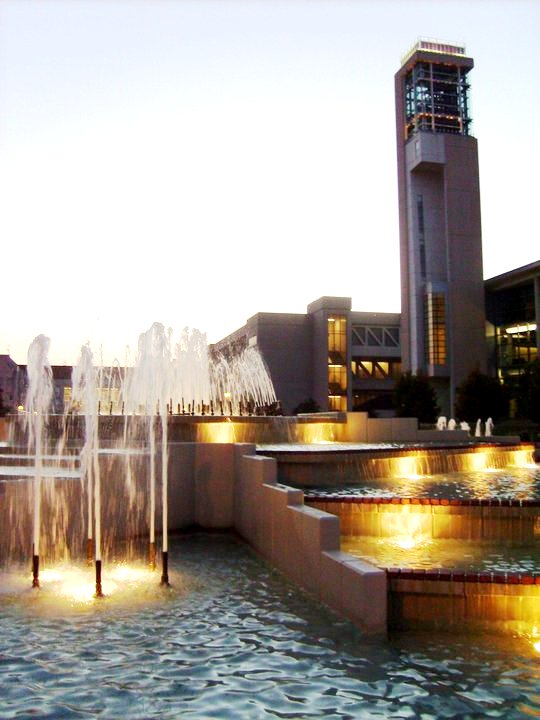
Missouri State University

Staden har en stark kulturell identitet och är hemvist för flera universitet och högskolor, inklusive Missouri State University, Drury University och Ozarks Technical Community College. Springfield erbjuder ett varierat utbud av kulturella evenemang, festivaler, och konstutställningar. Staden är också känd för sin musikplats och har en livlig musikscen.Springfields befolkning består till största delen av människor med europeiskt ursprung, men det finns också närvaro av afroamerikansk, asiatisk, och latino befolkning.
Staden är belägen i den sydvästra delen av delstaten cirka 110 km öster om gränsen till Kansas.och cirka 65 km norr om gränsen till Arkansas och cirka 180 km sydväst om huvudstaden Jefferson City.

## Sevärdheter
Springfield erbjuder ett brett utbud av sevärdheter för besökare. Några av de mest populära inkluderar:
- Fantastic Caverns: En unik underjordisk grotta med en spännande historia.
- Wonders of Wildlife National Museum & Aquarium: Ett stort och imponerande akvarium och naturhistoriskt museum.
- Downtown Springfield: Stadens historiska centrum med butiker, restauranger, och museer.
- Route 66: Utforska den berömda vägen och upplev den historiska atmosfären.

Staden har ett minor league-baseballlag, Springfield Cardinals, som är farmarlag till St. Louis Cardinals. Laget spelar sina hemmamatcher på Hammons Field, en modern arena som lockar många åskådare.

## Trivia
Slaget vid Wilson's Creek 1861 ägde rum strax utanför staden. Slaget markerade ett försök från konfederationen att vinna kontroll över Missouri, som var en strategisk gränsstatsregion. Idag finns Wilson's Creek National Battlefield nära staden som en minnesplats.
Det var här som den då 48-åriga kvinnan Dee Dee Blanchard mördades av sin dotter Gypsy Rose samt av hennes dåvarande pojkvän Nicholas Godejohn i juni 2015.
Springfield-Branson National Airport erbjuder både inrikes och internationella flyg. Grundat 1925. Staden har också ett kollektivtrafiksystem som betjänas av City Utilities Transit, som erbjuder busstrafik inom Springfield och till närliggande områden.

## Kända personer från Springfield
- Evelyn Briggs Baldwin, meteorolog och polarforskare
- Matt Blunt, politiker
- Jay Kenneth Johnson, skådespelare och sångare
- Billy Long, politiker
- Horton Smith, golfspelare
- Brad Pitt, skådespelare